# Windows NT 4.0
Windows NT 4.0 is de vierde versie van het Windows NT-besturingssysteem van Microsoft. Het werd uitgebracht in 1996. Het is een 32 bit-Windowssysteem ,verkrijgbaar in een workstation- en een server-versie met een grafische omgeving zoals die van Windows 95.
Windows NT 4.0 volgde Windows NT 3.51 op, en werd op zijn beurt in 2000 opgevolgd door Windows 2000. In 2001 kwamen de NT- en de "9x"-aftakkingen van Windows weer samen in Windows XP.
Windows NT 4.0 wordt nauwelijks meer gebruikt. In april 2009 was het marktaandeel voor desktopcomputers van Windows NT nog rond de 0,11 procent.

## Versies
- Windows NT 4.0 Terminal Server
- Windows NT 4.0 Enterprise Server
- Windows NT 4.0 Server
- Windows NT 4.0 Workstation